# 1944 (szám)
Az 1944 (római számmal: MCMXLIV) az 1943 és 1945 között található természetes szám.

## A matematikában
A tízes számrendszerbeli 1944-es a kettes számrendszerben 11110011000, a nyolcas számrendszerben 3630, a tizenhatos számrendszerben 798 alakban írható fel.
Az 1944 páros szám, összetett szám. Kanonikus alakja 23 · 35, normálalakban az 1,944 · 103 szorzattal írható fel. Huszonnégy osztója van a természetes számok halmazán, ezek növekvő sorrendben: 1, 2, 3, 4, 6, 8, 9, 12, 18, 24, 27, 36, 54, 72, 81, 108, 162, 216, 243, 324, 486, 648, 972 és 1944.
Négyzetteljes szám, de nem teljes hatvány, ezért Achilles-szám.
3-sima szám, mert nincs 3-nál nagyobb prímtényezője.
Az 1944 érinthetetlen szám: nem áll elő pozitív egész számok valódiosztóösszeg-függvényeként..

## A zenében
A 2016-os Eurovíziós Dalfesztivál ukrán résztvevője, Jamala 1944 című dalában a krími tatárok deportálását énekelte meg. Az énekesnő megnyerte az Eurovíziós Dalfesztivált, így 2017-ben Ukrajna adhat otthont a versenynek.